# Eremo del Beato Vincenzo
L'eremo del Beato Vincenzo è un eremo ubicato all'Aquila.

## Storia e descrizione
La cappella fu voluta dal beato Vincenzo dell'Aquila, nel luogo in cui si ritirò alla fine del XV secolo e dove morì il 7 agosto del 1504.
Addossato a una parete rocciosa, l'eremo è costituito da un unico ambiente con volta a botte ed è illuminato tramite due finestre. Sul fondo è posto l'altare, al di sopra del quale si conserva la figura in ceramica del beato. È probabile che la parete di fondo potesse ospitare l'affresco, attribuito a Saturnino Gatti, che raffigurava il beato, successivamente staccato e spostato nell'adiacente convento di San Giuliano.